# Wargemoulin-Hurlus
Wargemoulin-Hurlus ist eine französische Gemeinde mit 46 Einwohnern (Stand: 1. Januar 2022) im Département Marne in der Region Grand Est (bis 2015 Champagne-Ardenne). Sie gehört zum Arrondissement Châlons-en-Champagne und zum Gemeindeverband L’Argonne Champenoise.

## Geografie

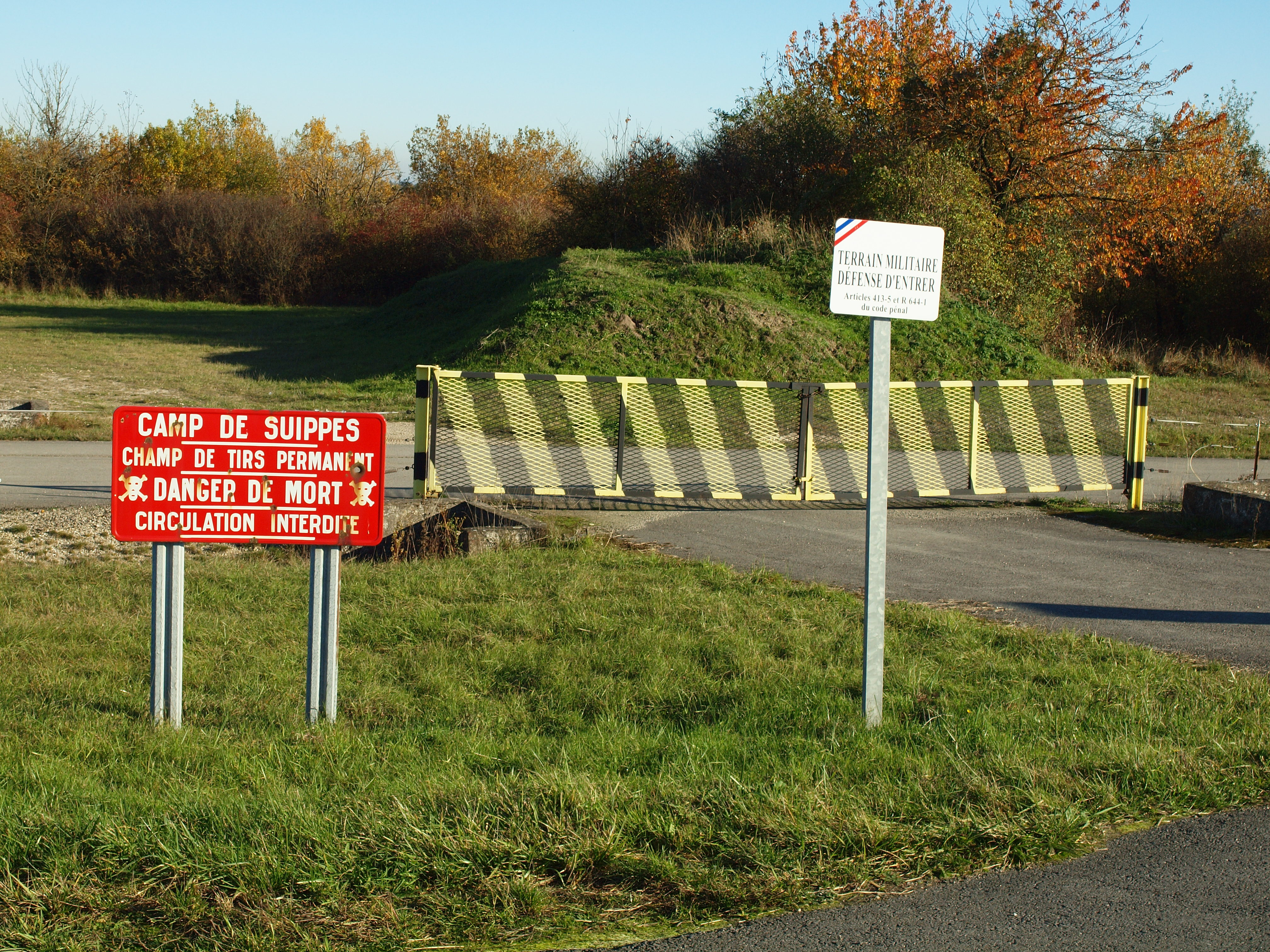
Zwei Drittel der Gemeinde sind militärisches Sperrgebiet

Die Gemeinde Wargemoulin-Hurlus liegt etwa 55 Kilometer östlich von Reims, unmittelbar westlich der Argonnen an der Tourbe, einem kleinen Nebenfluss der Aisne, im nördlichen Teil der Trockenen Champagne, auch „lausige Champagne“ (Champagne pouilleuse) oder „kreidehaltige Champagne“ (Champagne crayeuse) genannt. Das Gebiet der 15,17 km² großen Gemeinde hat eine sieben Kilometer lange Ost-West-Ausdehnung und ist von flachen bis flachwelligen Geländeabschnitten geprägt. Nur das östliche Drittel der Gemeinde ist bewohnt und landwirtschaftlich nutzbar. Hier liegt in Tourbetal das Dorf Wargemoulin. Die Mitte und der Westen der Gemeinde sind Teil des Standort-Truppenübungsplatzes von Suippes (Camp de Suippes). In diesem Bereich liegt das ehemalige Dorf Hurlus, das im Ersten Weltkrieg völlig zerstört und wie viele andere Dörfer der Zone rouge nicht wieder aufgebaut wurde. Umgeben wird Wargemoulin-Hurlus von den Nachbargemeinden Minaucourt-le-Mesnil-lès-Hurlus im Norden und Osten, Laval-sur-Tourbe im Süden, Somme-Suippe im Südwesten sowie Souain-Perthes-lès-Hurlus im Westen.

## Geschichte

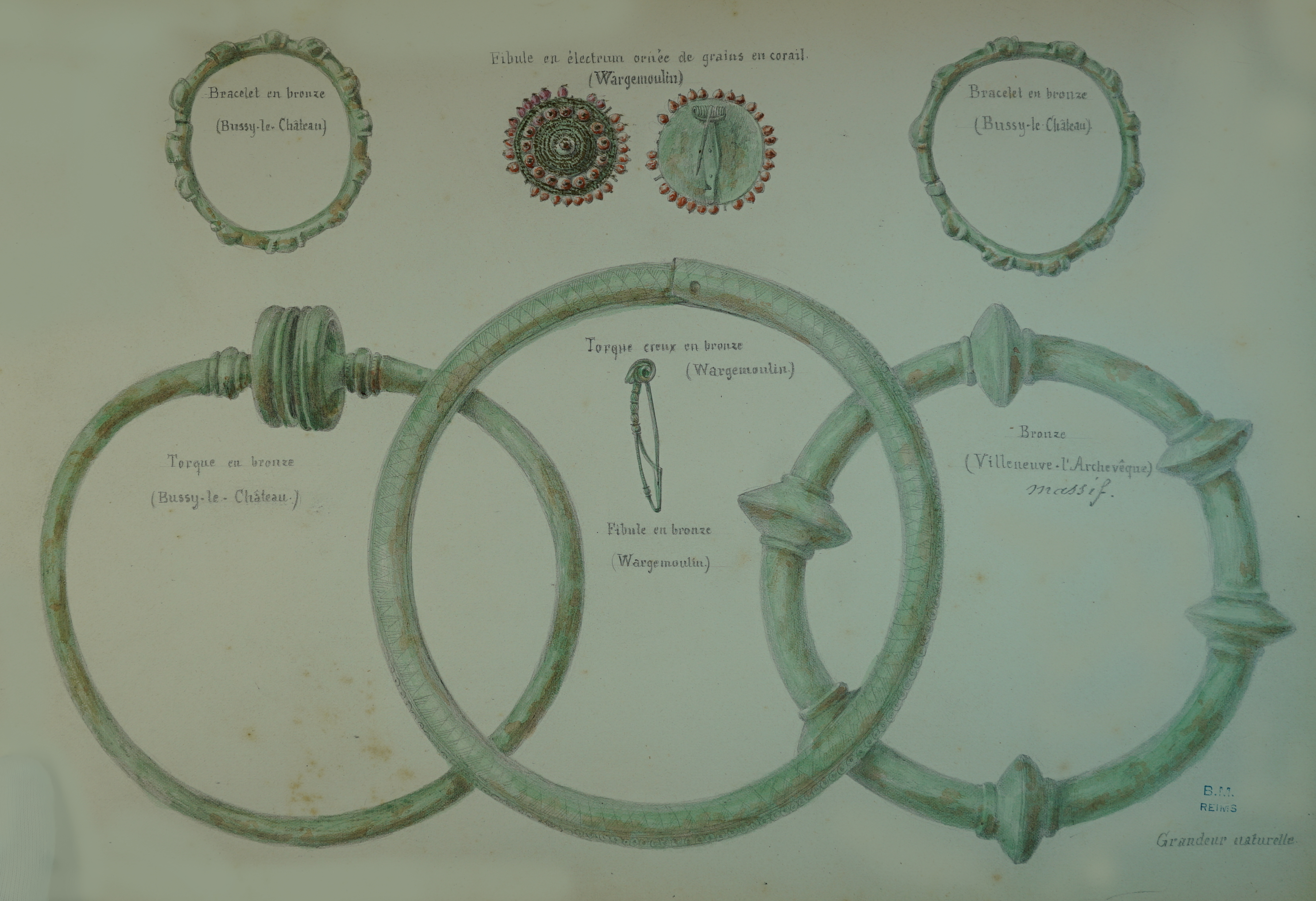
In der Mitte oben zwei der Fibeln aus Wargemoulin, ausgestellt in der Carnegie-Bibliothek in Reims

Das Gebiet der Gemeinde war schon früh besiedelt; Ausgrabungen im 19. Jahrhundert förderten goldene, mit Korallenperlen besetzte keltische Fibeln und Torques zutage.
Die 1793 als eigenständige Gemeinde gegründete Ortschaft Wargemoulin wurde erstmals 1184 als Wargemolin genannt. Weitere Schreibweisen waren Molendinum de Warge-Molin (1208), Vargemolin (um 1300), Verge-Moulin (1306), Varge-Moulin (1461), Wurgemolin (1573), Vurage-Moulin (1711) und Warge-Moulin (18. Jahrhundert). Der ebenfalls 1793 als selbständige Gemeinde gegründete Ort Hurlus hieß im 11. Jahrhundert Ursluus, zwischen 1303 und 1312 Ullus und Urlus. Für 1686 sind die Schreibweisen Urlu und Hurlu überliefert. 1911 hatte Hurlus noch 88 Einwohner. Nach der völligen Zerstörung im Ersten Weltkrieg blieben nur wenige Trümmerreste und man entschloss sich, das Dorf nicht wieder aufzubauen. 1950 wurden die Gemeindegebiete von Wargemoulin und Hurlus zusammengelegt und es entstand die heutige Gemeinde Wargemoulin-Hurlus.

### Bevölkerungsentwicklung
| Jahr      | 1962 | 1968 | 1975 | 1982 | 1990 | 1999 | 2007 | 2018 |
| Einwohner | 57   | 55   | 47   | 45   | 48   | 43   | 49   | 47   |

Im Jahr 1836 wurde mit 104 Bewohnern die bisher höchste Einwohnerzahl ermittelt. Die Zahlen basieren auf den Daten von cassini.ehess und INSEE.

## Sehenswürdigkeiten
- Kirche Saint-Étienne, 1865 errichtet, im Ersten Weltkrieg beschädigt, in den 1930er Jahren rekonstruiert[6]

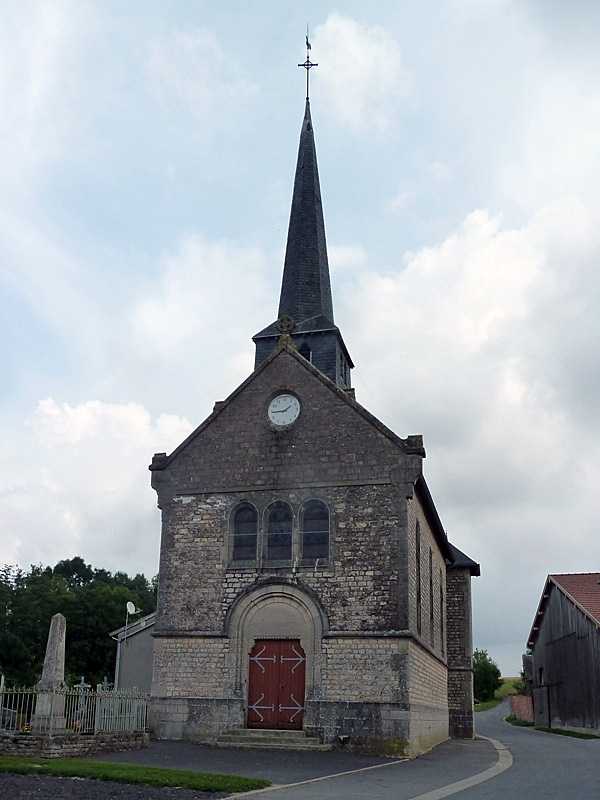
Kirche Saint-Étienne
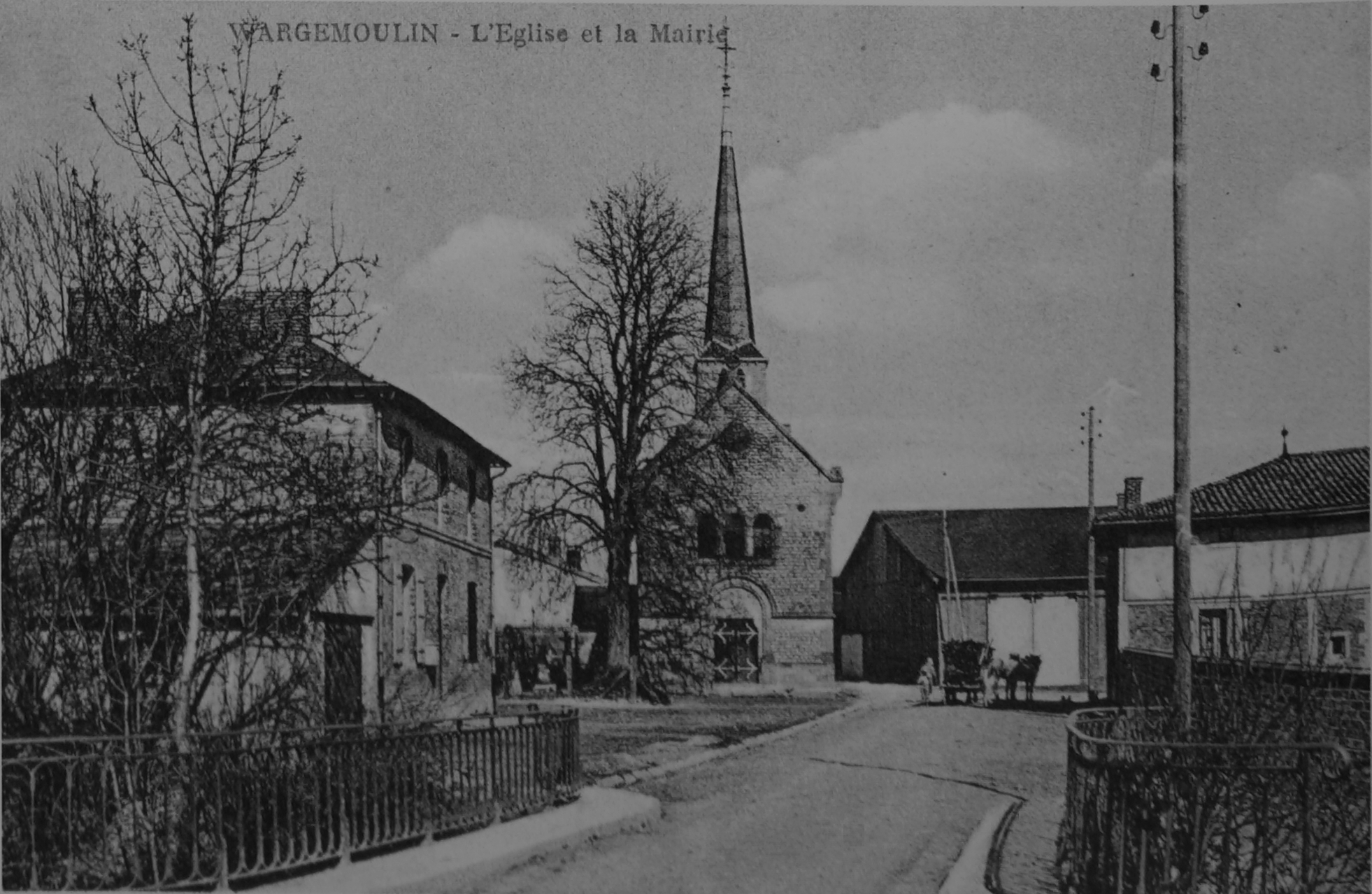
Kirche Saint-Étienne auf einer Postkarte von 1913
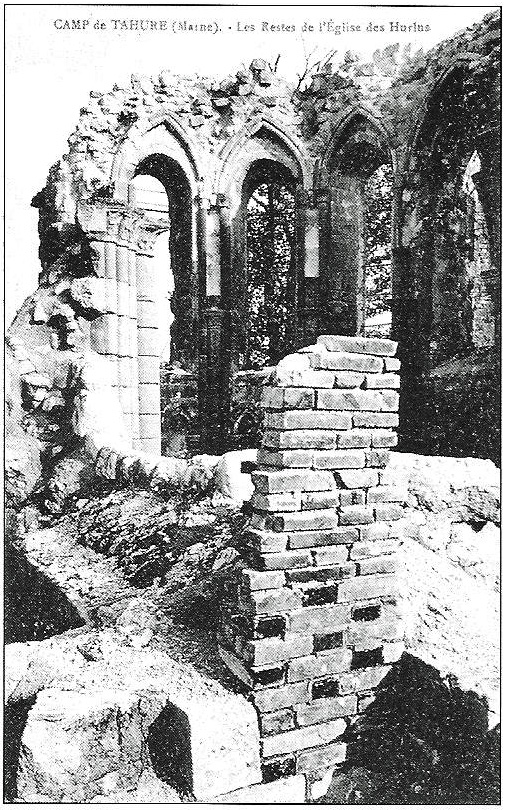
Trümmerreste der Kirche Saint-Remi in Hurlus

## Wirtschaft und Infrastruktur
In Wargemoulin sind neun Landwirtschaftsbetriebe ansässig (Anbau von Getreide und Hülsenfrüchten).
Wargemoulin-Hurlus ist nur über die Straße D66 von Somme-Tourbe nach Ville-sur-Tourbe erreichbar. In der 38 Kilometer entfernten Stadt Châlons-en-Champagne bestehen Bahn- und Autobahnanschluss.

## Belege
1. ↑  Dictionnaire topographique de la France
2. ↑  Wargemoulin auf cassini.ehess.fr
3. ↑  Hurlus auf cassini.ehess.fr
4. ↑  Wargemoulin-Hurlus auf cassini.ehess
5. ↑  Wargemoulin-Hurlus auf INSEE
6. ↑  Eintrag Nr. IA00060077 in der Base Mérimée des französischen Kulturministeriums (französisch)
7. ↑  Landwirtschaftsbetriebe auf annuaire-mairie.fr (französisch)